# Nivomètre
Un nivomètre est un appareil de mesure utilisé dans le domaine de la météorologie pour mesurer l'équivalent en eau d'une quantité de neige tombée en la pesant ou en la faisant fondre. Il peut être muni d'une simple (graduation verticale métrique), en relevé manuel ou être électronique (ultrasons, infrarouge, laser), en relevé automatique. Cet appareil est employé en nivologie et sert à mesurer la hauteur de neige ponctuelle (entre deux relevés) ou accumulée sur un site étudié et représentatif. Le nivomètre est similaire en conception à un pluviomètre.

## Description
Le nivomètre le plus connu est celui dit de Nipher. Celui-ci ressemble à un pluviomètre mais en beaucoup plus gros. Il se compose d'un entonnoir (cloche) ouvert vers le haut et d'un cylindre désolidarisable à l'intérieur. La forme de la cloche permet de réduire la turbulence au-dessus de l'appareil pour mieux recueillir la neige dans le cylindre. Le nipher repose sur un pied dont la hauteur peut être ajustée au cours de l'hiver, à mesure que la neige au sol augmente.
L'opérateur retire le cylindre après une chute de neige et la fait fondre pour mesurer la hauteur d'eau qu'elle contient. La mesure peut aussi s'effectuer en temps réel lorsqu'un élément chauffant fond la neige et que la variation du poids donne la quantité d'équivalent en eau tombé.
Il existe bien d'autres systèmes, tel le NRC (nivomètre à rayonnement cosmique) utilisé par EDF. Cet appareil mis au point par le laboratoire de physique subatomique et de cosmologie de Grenoble, fonctionne grâce à un capteur sensible à certains rayonnements naturels (soleil, étoiles, etc.) qui interagissent avec l'eau du manteau neigeux. Certaines particules issues de cette réaction sont mesurables et leur nombre par unité de temps est fonction de la quantité d'eau traversée par le rayonnement. Le capteur implanté dans le sol détecte les particules et calcule l'équivalent en eau du manteau neigeux en fonction de l'activité solaire (cycle de 11 années), de la latitude et de l'heure. Un capteur sert toujours de référence pour étalonner les autres d'une région.

## Emplacement
Un nivomètre doit être placé sur  surface plane, normalement ensoleillée et dégagée. Tout obstacle vertical doit être à plus de 15 m du site pour ne pas causer un effet de protection et sans apports supplémentaires, par exemple présence de congères à proximité. Le vent introduisant une erreur importante en soufflant la neige, la plupart des nivomètres possèdent des accessoires permettant de ralentir le vent autour du collecteur mais l'erreur associée à la mesure reste quand même importante. Pour obtenir une mesure plus fiable, plusieurs nivomètres sont souvent utilisés dans une région pour obtenir une moyenne de la quantité de neige tombée.

## Autre façon de mesurer la neige

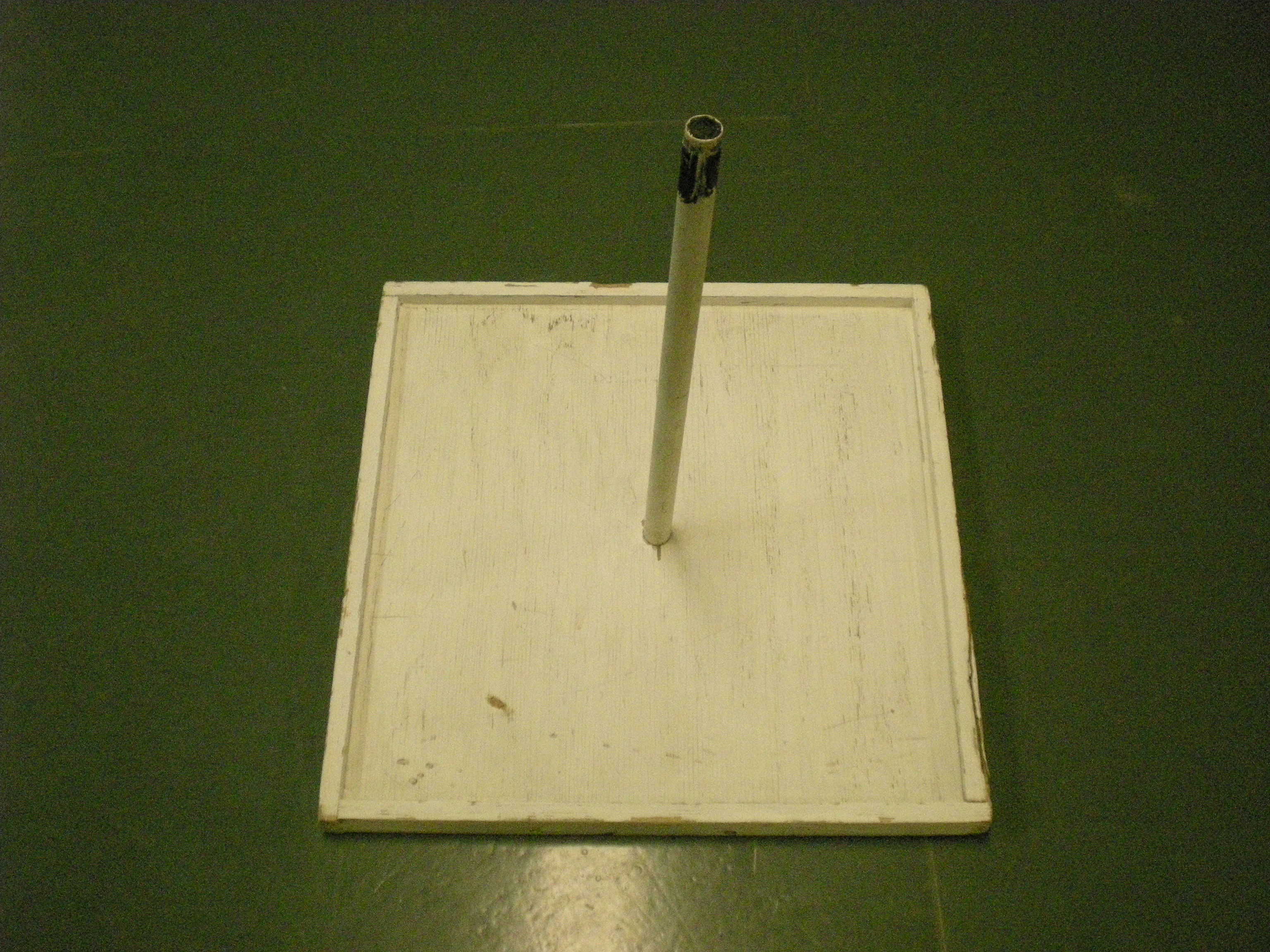
Planche à neige

Le nivomètre ne mesure pas la hauteur de la neige tombée mais plutôt la quantité d'eau que la neige contient. Bien qu'en général, le rapport millimètre d'eau contenu dans la neige versus l'épaisseur de neige soit autour de 1 mm d'eau pour 1 cm de neige, ce rapport varie grandement avec la température au moment de la chute de neige qui change la quantité d'air et le type de cristaux qui la compose.
La table ou planche à neige est un instrument servant à mesurer l'accumulation réelle de neige, au contraire du nivomètre. Il s'agit d'une table, mesurant par exemple 50×75cm, qui est placée normalement près où à une faible hauteur du sol. Elle sert plus particulièrement à mesurer la dernière hauteur de neige fraîche tombée pendant une période définie.